# 49-та загальновійськова армія (РФ)
49-та загальновійськова армія — військове об'єднання Сухопутних військ Збройних сил Росії чисельністю в армію. Штаб армії — м. Ставрополь, Ставропольский край. Перебуває у складі Південного військового округу.
У 2022 році частини армії брали участь у повномасштабному вторгненні РФ в Україну, вели бої на південному напрямку.

## Історія
Після розпаду СРСР у 1992 році 12-й армійський корпус Радянської армії, що перебував у складі Північно-Кавказького військового округу зі штабом у м. Краснодарі, увійшов до складу Збройних сил РФ. У травні 1992 року перейменований на 49-ту загальновійськову армію.
1 жовтня 1994 року переформований на 67-й армійський корпус.
У березні 1997 року 102-га зенітна ракетна бригада була виключена із складу 67 АК і зарахована до складу окружного комплекту військ ППО ПівнКВО.
У 2001 році корпус був розформований.

### Формування 2010 року
У липні 2010 року 49-та загальновійськова армія була сформована у складі нового Південного військового округу.

### Російсько-українська війна
З'єднання та військові частини 49-ї загальновійськової армії у 2022 році брали безпосередню участь у російському вторгненні в Україну та понесли значні втрати.
24 березня 2022 року, радник голови Офісу Президента України Олексій Арестович повідомив, що в ході відбиття російського вторгнення в Україну на Півдні України, ЗС України завдали удару по передовому командному пункту ворожої 49-ї загальновійськової армії. Вже наступного дня, 25 березня 2022 року, стало відомо, що в селі Чорнобаївці на Херсонщині було ліквідовано командувача 49-ї загальновійськової армії генерал-лейтенанта Якова Резанцева.

## Склад

### 1992
Склад армії згідно даних з книги І. Івлєва «Армия Отечества. Том 1. Часть 6».
- 131-ша окрема мотострілецька бригада, в/ч 09332, м. Майкоп, Республіки Адигея;
- 878-й територіальний навчальний центр
- 5040-ва база зберігання майна (кадр 132 ОМСБр)
- 47-ма ракетна бригада
- 99-та ракетна бригада, м. Краснодар
- 102-га зенітна ракетна бригада
- 291-ша артилерійська бригада
- 214-та інженерно-саперна бригада
- 943-й реактивний артилерійський полк, в/ч 21797[9]
- 1128 протитанковий артилерійський полк
- 814-й зенітний ракетний полк, в/ч 12413
- 11-й інженерно-саперний полк
- 91-й окремий полк зв'язку

### 2014
Станом на 2014 рік, у складі армії перебували наступні з'єднання та військові частини:
- 20-та гвардійська мотострілецька Прикарпатсько-Берлінська бригада, в/ч 22220, (м. Волгоград);
- 33-тя окрема мотострілецька бригада (гірська) (місто Майкоп, в/ч 22179, Адигея);
- 34-та окрема мотострілецька бригада (гірська) (станиця Зеленчуцька, в/ч 01485, Карачаєво-Черкесія);
- 205-та окрема мотострілецька козацька бригада, в/ч 74814, (м. Будьонівськ Ставропольський край);
- 90-та зенітна ракетна бригада, в/ч 54821, (ст. Яблонівська Краснодарского краю);
- 66-та Одеська Червонопрапорна, ордена Олександра Невського бригада управління, в/ч 41600, (м. Ставрополь);
- 99-та окрема бригада матеріально-технічного забезпечення, в/ч 72153, (м. Майкоп Адигея);
- 95-й окремий батальйон радіоелектронної боротьби, в/ч 53979, (м. Моздок);
- 7-ма військова Краснодарська Червонопрапорна орденів Кутузова та Червоної Зірки база, (м. ГудаутаАбхазія).

### 2018
У складі армії, станом на 2018 рік — 5 бригад (2 мотострілецьких, 1 протиповітряної оборони, 1 забезпечення, 1 управління), 1 батальйон радіоелектронної боротьби, 1 військова база за кордоном у Абхазії:
- 34-та окрема мотострілецька бригада (гірська), в/ч 01485, (станиця Зеленчуцька Карачаєво-Черкесія);
- 205-та окрема мотострілецька козацька бригада, в/ч 74814, (м. Будьонівськ Ставропольський край);
- 90-та зенітна ракетна бригада, в/ч 54821, (ст. Яблонівська Краснодарський край);
- 227-ма артилерійська Талліннська Червонопрапорна, ордена Суворова бригада, в/ч 13714, (м. Майкоп, Адигея);
- 66-та Одеська Червонопрапорна, ордена Олександра Невського бригада управління, в/ч 41600, (м. Ставрополь);
- 99-та окрема бригада матеріально-технічного забезпечення, в/ч 72153, (м. Майкоп, Адигея);
- 95-й окремий батальйон радіоелектронної боротьби, в/ч 53979, (м. Моздок);
- 7-ма військова Краснодарська Червонопрапорна орденів Кутузова та Червоної Зірки база, в/ч 09332, (м. Гудаута Абхазія).

### 2021
Станом на 2021 рік, 49-а загальновійськова армія включала:
- Управління, (в/ч 35181), (м. Ставрополь);
- 205-та окрема мотострілецька козача бригада, в/ч 74814, (м. Будьонівськ Ставропольський край);
- 34-та окрема мотострілецька бригада (гірська), в/ч 01485, (ст. Сторожова-2);
- 7-ма російська військова Краснодарська Червонопрапорна орденів Кутузова та Червоної Зірки база, в/ч 09332, (м. Гудаута Абхазія);
- 227-ма артилерійська Талліннська Червонопрапорна, ордена Суворова бригада, в/ч 13714, (селище Краснооктябрьский, м. Майкоп, Адигея);
- 1-а гвардійська ракетна Оршанська орденів Суворова та Кутузова бригада, в/ч 31853, (м. Горячий Ключ, Молькіно, Краснодарський край);
- 90-та зенітна ракетна бригада, в/ч 54821, (смт. Афіпський);
- 66-а Одеська Червонопрапорна ордена Олександра Невського бригада управління, в/ч 41600, (м. Ставрополь), колишній 66-й окремий Одеський Червонопрапорний, ордена Олександра Невського полк зв'язку Головного штабу Сухопутних військ (сел. Барибіне Домодєдовського району Московської області (інша адреса — п/о Іллінське);
- 32-й інженерно-саперний полк, в/ч 23094, (смт Афіпський);
- 17-й полк РХБ захисту Краснодарський край;
- 217-й окремий радіобатальйон ОСНАЗ, в/ч 87530, (м. Ставрополь);
- 689-й командно-розвідувальний центр, в/ч 87528, (м. Ставрополь);
- 19-та окрема рота спеціального призначення, в/ч 82760, (м. Ставрополь);
- 228-й командний пункт ППО (м. Ставрополь);
- 107-та топографічна частина, в/ч 35182-Т, (м. Ставрополь).

## Командування

### Командири
- (09.01.2011—20.05.2012) генерал-майор Сергій Кураленко
- (21.05.2012—30.12.2013) генерал-майор Віктор Астапов
- (09.01.2014—07.2019) генерал-майор Сергій Севрюков
- (07.2019—08.2020) Михайло Зусько, генерал-майор
- (08.2020—24.03.2022†) генерал-лейтенант Резанцев Яків Володимирович

### Начальники штабу
- (2017—2019) генерал-майор Єршов Владислав Миколайович

### Заступники
- (2015—2019) генерал-майор Зусько Михайло Степанович[10]
- (2018—2019) генерал-майор Олег Цоков